# Coupe continentale de combiné nordique 2023
Navigation
2022 2024
La Coupe continentale de combiné nordique 2023 est la quinzième édition de la Coupe continentale, compétition de combiné nordique organisée annuellement depuis 1991. Il s'agit de la compétition internationale de second niveau, derrière la Coupe du monde, elle aussi organisée par la Fédération internationale de ski.
Elle se déroule :
- pour les femmes, du 9 décembre 2022 au 26 mars 2023, en 10 épreuves disputées lors de 4 étapes ;
- pour les hommes, du 16 décembre 2022 au 26 mars 2023, en 17 épreuves disputées lors de 6 étapes.

Chez les hommes, Terence Weber remporte largement le classement général. Il a remporté cinq courses et il a également terminé quatre fois deuxième. Il devance Wendelin Thannheimer et Manuel Einkemmer (de). Chez les femmes, c'est Sophia Maurus (de) qui remporte le classement général de la compétition devant Annika Malacinski (de) et Joanna Kil (pl).

## Organisation de la compétition

### Programme et sites de compétition
Cette Coupe continentale débute une étape où ne sont organisées que des courses féminines (Lillehammer). Ensuite, une étape exclusivement masculine est organisé à Ruka. Des compétitions des deux sexes sont organisées à Rena et Eisenerz. Des étapes exclusivement masculines ont lieu à Oberstdorf et Lahti.
Les courses d'Oberwiesenthal sont finalement supprimées.

### Format des épreuves
Les calendriers des hommes et des femmes prévoient des épreuves individuelles (Gundersen et mass-start), un sprint par équipe et une épreuve mixte par équipes. Un nouveau format, le super-sprint, va également être testé au mois de février 2023.

#### Gundersen
Lors d'un Gundersen, les athlètes exécutent premièrement un saut sur un tremplin suivi d’une course de ski de fond de 5 km, 10 km ou 15 km. À la suite du saut, des points sont attribués pour la longueur et le style. Le départ de la course de ski de fond s'effectue selon la méthode Gundersen (1 point = 4 secondes), le coureur occupant la première place du classement de saut s’élance en premier, et les autres s’élancent ensuite dans l’ordre fixé. Le premier skieur à franchir la ligne d’arrivée remporte l’épreuve.
Les trente premiers athlètes à l'arrivée marquent des points suivants la répartition suivante :
| Place  | 1er | 2e | 3e | 4e | 5e | 6e | 7e | 8e | 9e | 10e | 11e | 12e | 13e | 14e | 15e | 16e | 17e | 18e | 19e | 20e | 21e | 22e | 23e | 24e | 25e | 26e | 27e | 28e | 29e | 30e |
| ------ | --- | -- | -- | -- | -- | -- | -- | -- | -- | --- | --- | --- | --- | --- | --- | --- | --- | --- | --- | --- | --- | --- | --- | --- | --- | --- | --- | --- | --- | --- |
| Points | 100 | 80 | 60 | 50 | 45 | 40 | 36 | 32 | 29 | 26  | 24  | 22  | 20  | 18  | 16  | 15  | 14  | 13  | 12  | 11  | 10  | 9   | 8   | 7   | 6   | 5   | 4   | 3   | 2   | 1   |

#### Mass-start
Les compétiteurs disputent une course de fond en partant tous en même temps. Les temps à l'arrivée sont convertis en points ; à ces premiers viendront s'additionner ceux acquis lors de l'épreuve de saut, qui se déroule dans un deuxième temps. L'athlète ayant le plus de points gagne l'épreuve.
Comme pour les épreuves Gundersen, les trente premiers athlètes à l'arrivée marquent des points suivants selon la même répartition,.

#### Sprint par équipes
Cette épreuve est composée par équipe de deux. Les deux athlètes effectuent un saut chacun et des points sont attribués pour la longueur et le style. Le départ de la course de fond s'effectue selon la cotation suivante (1 point = 2 secondes). Un des athlètes occupant la première place du classement de saut s’élance en premier, et les autres s’élancent ensuite dans l’ordre fixé. La course de fond de 2 × 7,5 kilomètres avec changement d’athlète tous les 1,5 kilomètre. Le premier athlète à franchir la ligne d’arrivée permet à son équipe de remporter l’épreuve.
Les nations ne peuvent engager plus de trois équipes pour cette épreuve. Les huit premières équipes à l'arrivée marquent des points suivants la répartition suivante:
| Place  | 1er | 2e  | 3e  | 4e  | 5e  | 6e | 7e | 8e |
| ------ | --- | --- | --- | --- | --- | -- | -- | -- |
| Points | 200 | 175 | 150 | 125 | 100 | 75 | 50 | 25 |

#### Épreuve mixte par équipes
Deux athlètes femmes et deux athlètes hommes effectuent un saut sur le tremplin. Ensuite, les quatre mêmes athlètes réalisent 2,5 km de ski de fond pour les femmes et 5 km pour les hommes.
Les huit premières équipes à l'arrivée marquent des points pour la Coupe des Nations selon la répartition suivante :
| Place  | 1er | 2e  | 3e  | 4e  | 5e  | 6e  | 7e  | 8e |
| ------ | --- | --- | --- | --- | --- | --- | --- | -- |
| Points | 400 | 350 | 300 | 250 | 200 | 150 | 100 | 50 |

#### Supersprint
Dans ce format, la course de ski de fond est disputé en premier. Les athlètes s'affrontent sur un sprint (comme en ski de fond) de 800 m maximum. Tous les athlètes s’élancent pour un tour de qualification. À l'issue de cette qualification, les 25 premiers passent en quart de finales,. Les deux premiers de chaque quart de finales accèdent aux demi-finales,. Les deux premiers de chaque demi-finale accèdent à la finale,. Des points sont accordés au classement de la course de ski de fond. Ensuite, un concours de saut est disputé.

### Dotation financière
Les sommes suivantes sont versées aux athlètes après chaque course :
| Place                | 1er | 2e  | 3e  | 4e  | 5e  | 6e |
| -------------------- | --- | --- | --- | --- | --- | -- |
| Épreuve individuelle | 500 | 400 | 300 | 150 | 100 | 50 |
| Épreuve par équipes  | 800 | 500 | 200 | —   | —   | —  |

## Compétition

### Athlètes qualifiés
Le nombre de participants autorisés par nations est calculé après chaque période (la saison est divisé en quatre périodes) en fonction :
- du FIS World Ranking qui est un indicateur prenant notamment en compte le classement général de la compétition [16];
- du classement de la coupe continentale[16].

Chez les hommes, les fédérations ne peuvent engager plus de huit athlètes par course. La nation « à domicile » peut engager quatre athlètes supplémentaires. Chez les femmes, les fédérations peuvent engager cinq athlètes par course et la nation à domicile dispose de quatre places complémentaires.
Les fédérations peuvent engager les athlètes qu'elles souhaitent du moment qu'ils sont nés avant le 1er janvier 2007 et qu'ils disposent d'un code FIS.

### Déroulement de la compétition

#### Lillehammer
La coupe continentale débute par des courses féminines à Lillehammer. Lors de ces premières compétitions, les meilleures Norvégiennes, les Autrichiennes et Léna Brocard (française qui s'entraîne en Norvège) sont notamment engagées. Lors du concours de saut, Gyda Westvold Hansen domine le concours avec un saut à 97 m ce qui lui permet de disposer de près d'une minute d'avance. Elle devance l'Allemande de 17 ans, Anne Häckel, qui a sauté à 92,5 m,. Annalena Slamik et Ida Marie Hagen sont quant à elles à une minute et 17 s de la leader. Léna Brocard suit à trois secondes du duo. Lors de la course de ski de fond, Gyda Westvold Hansen fait la course seule en tête et l'emporte. Derrière, Ida Marie Hagen fait une belle course de ski de fond et elle prend la deuxième place. Léna Brocard prend la troisième place et elle réalise son premier podium international,. Marte Leinan Lund remonte à la quatrième place et elle termine devant Annalena Slamik.
Le lendemain, Gyda Westvold Hansen domine à nouveau le concours de saut. Elle saute à 92,5 m soit le plus long saut du jour. Elle devance d'une trentaine de secondes l'Allemande, Anne Häckel, qui avait déjà terminé deuxième du concours de saut la veille. Annalena Slamik est à près d'une minute de la leader et Ida Marie Hagen est en quatrième position à une minute et 15 s. Léna Brocard qui est sixième après le saut décide de ne pas courir la course de ski de fond car elle est malade.
Dans la course de ski de fond, Gyda Westvold Hansen n'est pas inquiétée et elle l'emporte devant Ida Marie Hagen qui est remontée en deuxième position. Derrière, Annika Malacinski (de), neuvième après le saut à ski, réalise le quatrième temps de ski ce qui lui permet de remonter plusieurs concurrentes et de prendre la troisième place. Elle signe, comme Léna Brocard la veille, son premier podium dans une course internationale. Elle devance de quelques secondes Claudia Purker qui revient d'une grave blessure au genou. Seulement dix concurrentes sont classées dans cette deuxième course en raison du froid et de quelques maladies.

#### Ruka
Les premières épreuves masculines ont lieu à Ruka. Les courses sont perturbés par un vent violent. Deux courses qui devaient être des Gundersen sont finalement des mass start.
Lors de la première compétition, le concours de saut à ski ne peut avoir lieu le vendredi. Ainsi, la course de ski de fond est disputée la première et le saut le lendemain. La course de ski de fond est dominée par l'Italien Aaron Kostner. Il devance de 8 s Manuel Einkemmer (de) et de 11 s Maël Tyrode (de). Terence Weber est huitième à 35 s ce qui représente 8,8 points de retard. Lors du concours de saut qui a lieu le samedi, les conditions sont très difficiles et plusieurs athlètes refusent même de sauter. Malgré tout, Terence Weber saute à 130 m ce qui lui permet de remporter la compétition. Il devance Manuel Einkemmer qui prend la deuxième place grâce à un saut à 123 m. Simen Tiller prend la troisième place. C'est Iacopo Bortolas (it) qui réalise le plus long saut avec un saut à 138,5 m.
Le lendemain, une nouvelle fois une épreuve Gundersen doit être modifiée en mass start. Lors de la course de ski de fond, Aaron Kostner domine à nouveau la course de 10 km et il devance Marc-Luis Rainer (de) de 21 s et le vainqueur de la veille Terence Weber de 23,7 s,. Le lendemain matin, le concours de saut est disputé. Terence Weber réalise le plus long saut du concours à 131 m et il remporte la course. Il devance finalement les Autrichiens Christian Deuschl (de) qui a sauté à 128 m et Florian Kolb qui a sauté à 118 m. Otto Niittykoski (de) signe sa meilleure performance en coupe continentale avec la quatrième place. Aaron Kostner termine cinquième.
Quelques heures après ce concours de saut, la troisième épreuve qui est un Gundersen débute. Christian Deuschl domine le concours de saut avec un saut à 137,5 m. Il devance de 16 s Terence Weber, vainqueur des deux premières courses du week-end. Le Norvégien, Torje Seljeset, est troisième grâce à un saut à 129,5 m. Dans la course de ski de fond, Terence Weber revient sur Christian Deuschl puis le lâche. Finalement, l'Allemand l'emporte avec 40 s d'avance sur l'Autrichien qui parvient à conserver la deuxième place,. Derrière, le Norvégien Aleksander Skoglund (de) qui était parti en 14e position remonte jusqu'en troisième place grâce au meilleur temps de ski. Il termine cependant à plus d'une minute du vainqueur.

#### Rena
Lors de ce week-end de compétition, un nouveau format, le super-sprint, est disputé pour la première fois. Ce format est une création d'Inge Oftebro, le père d'Einar Lurås et de Jens Lurås Oftebro. Le format est envisagé pour la coupe du monde 2023-2024.
Comme en ski de fond, il y a une qualification puis des phases finales (quart, demi et finale). Chez les hommes, Jakob Eiksund Sæthre (de) domine la course de ski de fond devant Einar Lurås Oftebro et Thomas Rettenegger (de). Le concours de saut est disputé le samedi matin et finalement c'est Thomas Rettenegger qui remporte la compétition grâce à un saut à 104 m. Sebastian Østvold (de) remonte à la deuxième place grâce à un saut à 106,5 m et Jakob Eiksund Sæthre finit troisième. Chez les femmes, Daniela Dejori domine la course de ski de fond devant Thea Oihaugen et Trine Göpfert. Lors du concours de saut également disputé le samedi matin, Trine Göpfert l'emporte grâce à un saut à 87,5 m. Elle devance finalement Daniela Dejori et Veronica Gianmoena.
Ensuite, un Gundersen est au programme le même jour. Chez les hommes, Sebastian Østvold domine le concours grâce à un saut à 101,5 m ce qui lui permet de disposer de 18 s d'avance sur Terence Weber et de 31 s sur Christian Deuschl (de). Sebastian Østvold fait la course de ski de fond seul en tête et l'emporte. Il devance Terence Weber et Manuel Einkemmer (de). Chez les femmes, Kjersti Graesli réalise le plus long saut du concours à 97,5 m ce qui lui permet de disposer de 10 s d'avance sur Ingrid Laate et de 16 s sur Sophia Maurus (de). Daniela Dejori est quatrième après le concours de saut. Lors de la course de ski de fond, elle remonte les concurrentes qui la précèdent et elle l'emporte devant l'Américaine Annika Malacinski (de) et l'Allemande Sophia Maurus.
Le lendemain, un Gundersen est au programme. Chez les femmes, Kjersti Graesli domine à nouveau le concours de saut grâce à un saut à 110 m. Elle devance d'une minute Sophia Maurus (de) et de plus d'une minute et 30 s Ingrid Laate. Eva Hubinger se blesse gravement au genou lors du concours. Finalement, Kjersti Graesli ne peut pas résister dans la course de 7,5 km. C'est Sophia Maurus qui s'impose devant Trine Göpfert et Annika Malacinski. Chez les hommes, la compétition a lieu sur le Grand tremplin (HS 139). Le concours de saut est dominé par Thomas Rettenegger (de) grâce à un saut à 124 m. Il devance de 32 s Christian Deuschl (de) et Terence Weber qui sont dans la même seconde au départ. Dans la course de ski de fond, Thomas Rettenegger fait une bonne partie de la course seul en tête. Terence Weber et Kasper Moen Flatla (en) reviennent progressivement sur lui. En fin de course, Einar Lurås Oftebro, parti en dixième position, revient également sur le groupe de tête accompagné de Manuel Einkemmer (de). Les athlètes (sauf Kasper Moen Flatla qui est décroché) se jouent la victoire au sprint. Finalement, Einar Lurås Oftebro domine Terence Weber et Thomas Rettenegger.

#### Oberstdorf
Lors des courses d'Oberstdorf, une mass start et deux Gundersen sont disputés. La course de ski de la mass start est dominée par quatre athlètes Norvégiens. Jakob Eiksund Saethre devance Einar Lurås Oftebro de deux secondes. Aleksander Skoglund (no) est troisième et Sebastian Østvold (de) quatrième. Le concours de saut est décalé au lendemain. Einar Lurås Oftebro domine largement le concours de saut avec un saut à 133 m ce qui lui permet de remporter la course avec plus de 20 points d'avance,. Terence Weber profite du concours de saut pour remonter à la deuxième place et il devance Manuel Einkemmer (de).
Lors du premier Gundersen, Thomas Rettenegger (de) domine le concours de saut devant Marius Solvik et Pirmin Maier. Einar Lurås Oftebro est huitième du concours de saut mais il remonte tous les concurrents qui le précèdent. Finalement, il devance de plus de 17 s l'Allemand Wendelin Thannheimer et son compatriote Espen Bjørnstad,.
Lors de la dernière course, le concours de saut est annulé en raison des fortes pluies. Le résultat du saut de réserve est donc utilisé. Thomas Rettenegger (de) devance Kasper Moen Flatla (en). Lors de la course de ski de fond, Terence Weber, parti en 5e position, l'emporte devant Manuel Einkemmer (de) et David Mach. Au classement général de la compétition, Terence Weber est largement en tête.

#### Eisenerz
Initialement prévu au mois de janvier, les compétitions sont déplacées en raison du manque de neige. Elles ont lieu en mars et des athlètes non sélectionnés aux championnats du monde y participent.
Chez les femmes, Svenja Würth domine le concours de saut de la première course avec un saut à 100 m. Elle devance de plus d'une minute et 30 s l'Autrichienne Claudia Purker qui a sauté à 94,5 m. Elle devance Cindy Haasch (en), Anne Häckel et Léna Brocard. Lors de la course de ski de fond, Svenja Würth fait une course solitaire et l'emporte. Derrière, Léna Brocard remonte jusqu'en deuxième position et elle termine à une minute de la vainqueur. Claudia Purker prend la troisième place devant Cindy Haasch et Annalena Slamik. Lisa Hirner qui était engagée n'a finalement pas pris part à la compétition. Chez les hommes, c'est le Slovaque Hektor Kapustik qui domine le concours de saut. Il devance Christian Deuschl (de) et Manuel Einkemmer (de) ainsi que Pirmin Maier, Torje Seljeset et Wendelin Thannheimer. Lors de la course de ski de fond, Wendelin Thannheimer remonte tous les concurrents qui le précèdent et il s'impose devant Manuel Einkemmer et David Mach qui était parti en neuvième place. Il s'agit de la première victoire de Wendelin Thannheimer en coupe continentale.
Le lendemain, un relais mixte est au programme. Après le concours de saut, l'équipe allemande composée de Cindy Haasch (en), David Mach, Wendelin Thannheimer et Svenja Würth est en tête. L'Autriche, composée de Claudia Purker, Manuel Einkemmer, Florian Kolb et Annalena Slamik, est deuxième à 26 s. La Slovénie occupe la troisième place, devant la France et la Norvège qui ne dispose pas de ses meilleures athlètes. Lors de la course de ski de fond, l'Allemagne creuse l'écart et l'emporte avec plus d'une minute d'avance sur l'Autriche. L'Autriche parvient à conserver la deuxième. Derrière, la Norvège réalise le deuxième temps de ski de ski ce qui permet à ce pays de prendre la troisième place. Elle devance la France et l'Italie, les États-Unis et la Slovénie.
Le lendemain, des courses individuelles sont au programme. Chez les femmes, Cindy Haasch (en) domine le concours de saut avec un saut à 92,5 m. Elle devance de 9 s Léna Brocard qui a réalisé le plus long saut du concours à 93,5 m. Claudia Purker est troisième et elle devance Hanna Midtsundstad. Lors de la course de ski de fond, Léna Brocard reprend rapidement Cindy Haasch et elle remporte la course avec une vingtaine de secondes d'avance sur l'Allemande. Claudia Purker prend la troisième place à près d'une minute. Il s'agit de la première victoire de Léna Brocard en coupe continentale. Chez les hommes, Christian Deuschl (de) domine le concours de saut. Il devance Pirmin Maier et Wendelin Thannheimer qui est à 26 s du leader. Lors de la course de ski de fond, Wendelin Thannheimer remonte les concurrents qui le précédent et il remonte sa troisième course en trois jours. Il devance Jakob Lange, non sélectionné pour les championnats du monde qui était 21e après le concours de saut. Ce dernier a très largement réalisé le meilleur temps de ski ce qui lui a permis de remonter jusqu'à la deuxième place. Manuel Einkemmer (de) prend la troisième place devant Maël Tyrode.

#### Lahti
À Lahti, Wendelin Thannheimer domine le concours de saut de la première course avec un saut à 126,5 m. Christian Deuschl (de) est deuxième à 10 s grâce à un saut à 125,5 m. Terence Weber saute également à 125,5 m et il est à 17 s du leader. Andreas Skoglund réalise le plus long saut du concours à 129 m avec deux barres d'élan de plus que les autres concurrents et il est 26 s du leader,. Au total, il y a 16 athlètes à moins d'une minute du leader. Lors de la course de ski de fond, Andreas Skoglund revient sur Terence Weber et Wendelin Thannheimer dans le premier tour de la course. Le trio reste ensuite jusqu'à la mi-course avant qu'Andreas Skoglund lâche les deux Allemands. Il devance Terence Weber qui bat Wendelin Thannheimer au sprint. David Mach réalise le meilleur temps de ski ce qui lui permet de remonter de la quatorzième à la quatrième place.
Le lendemain, le programme est adapté. En raison du vent trop important, l'épreuve par équipes est décalée au dimanche et le deuxième Gundersen est programmé le samedi. Pour cette course, le saut de réserve est utilisé. Ainsi, Terence Weber est en tête grâce à un saut à 128 m. Il devance de 34 s son compatriote Wendelin Thannheimer. Un troisième Allemand, Pirmin Maier, est troisième mais déjà à plus d'une minute du leader. Lors de la course de ski de fond, Terence Weber fait la course seul en tête et l'emporte. De même, Wendelin Thannheimer fait une course en solitaire et il termine deuxième à près d'une minute du vainqueur. La bataille pour la troisième est plus serrée avec un duel entre David Mach et Fabio Obermeyr (de). Finalement, c'est l'Autrichien qui le prend le meilleur sur l'Allemand. Grâce au meilleur temps de ski, il remonte de la 22e à troisième place.
La course par équipes a finalement le dimanche. Le concours de saut est dominé par deux équipes norvégiennes. La deuxième équipe norvégienne composée de Kasper Moen Flatla (en) et de Simen Tiller est en tête grâce à des sauts à 120 m et 121,5 m. Elle devance l'équipe I de 15 s. Cette équipe est composée de Sebastian Østvold (no) et d'Andreas Skoglund qui ont respectivement sauté à 116,5 m et à 119 m. L'équipe d’Allemagne II est troisième à 26 s et l'équipe d'Allemagne I est à 28 s. Lors de la course de ski de fond, les équipes norvégiennes perdent de nombreuses places. Au contraire, la première équipe d'Allemagne remonte en tête et l'emporte. Elle devance de quelques secondes une équipe autrichienne composée de Fabio Obermeyr (de) et de Christian Deuschl (de) et de 52 s l'équipe d'Allemagne II.
Les courses d'Oberwiesenthal sont finalement annulées en raison du manque de neige.

### Bilan de la saison
Chez les hommes, Terence Weber remporte largement le classement général. Il a remporté cinq courses et il a également terminé quatre fois deuxième. Il devance Wendelin Thannheimer qui a bien finit la saison et Manuel Einkemmer (de). Au total, 67 athlètes représentant 13 nations ont marqué des points dans la compétition.
Chez les femmes, c'est Sophia Maurus (de) qui remporte le classement général de la compétition devant Annika Malacinski (de) et Joanna Kil (pl).

## Classement général

### Individuel
| Rang | Nom                        | Points |
| ---- | -------------------------- | ------ |
| 01   | Sophia Maurus (de)         | 329    |
| 02   | Annika Malacinski (de)     | 326    |
| 03   | Joanna Kil (pl)            | 266    |
| 04   | Daniela Dejori             | 260    |
| 05   | Léna Brocard               | 240    |
| 06   | Ingrid Låte                | 222    |
| 07   | Trine Göpfert              | 212    |
| 08   | Claudia Purker             | 206    |
| 09   | Gyda Westvold Hansen       | 200    |
| 10   | Ida Marie Hagen            | 160    |
| 11   | Hanna Midtsundstad         | 153    |
| 12   | Thea Øihaugen (de)         | 137    |
| 13   | Kjersti Græsli (de)        | 136    |
| 14   | Cindy Haasch (en)          | 130    |
| 14   | Alexa Brabec (de)          | 130    |
| 16   | Veronica Gianmoena         | 110    |
| 17   | Svenja Würth               | 100    |
| 18   | Anne Häckel (pl)           | 090    |
| 18   | Annalena Slamik            | 090    |
| 20   | Greta Pinzani (de)         | 081    |
| 21   | Giada Delugan              | 073    |
| 22   | Laura Pletz                | 072    |
| 22   | Tess Arnone (de)           | 070    |
| 24   | Anja Rathgeb               | 069    |
| 25   | Teja Pavec                 | 065    |
| 26   | Ingvild Synnøve Midtskogen | 058    |
| 27   | Mille Marie Hagen          | 056    |
| 28   | Marte Leinan Lund          | 050    |
| 28   | Lilly Großmann             | 050    |
| 29   | Eva Hubinger (de)          | 046    |

| Rang | Nom                       | Points |
| ---- | ------------------------- | ------ |
| 01   | Terence Weber             | 0875   |
| 02   | Wendelin Thannheimer      | 0577   |
| 03   | Manuel Einkemmer (de)     | 0575   |
| 04   | David Mach                | 0532   |
| 05   | Sebastian Østvold (de)    | 0466   |
| 06   | Einar Lurås Oftebro       | 0431   |
| 07   | Kasper Moen Flatla (en)   | 0392   |
| 08   | Christian Deuschl (de)    | 0391   |
| 09   | Christian Frank           | 0349   |
| 10   | Thomas Rettenegger (de)   | 0302   |
| 11   | Florian Kolb              | 0275   |
| 12   | Per Skjæret Strømhaug     | 0271   |
| 13   | Simon Mach (de)           | 0254   |
| 14   | Maël Tyrode (de)          | 0252   |
| 15   | Aleksander Skoglund (de)  | 0199   |
| 16   | Jakob Eiksund Sæthre (de) | 0196   |
| 17   | Pirmin Maier              | 0162   |
| 18   | Niklas Malacinski (de)    | 0158   |
| 19   | Marius Solvik             | 0156   |
| 20   | Torje Seljeset            | 0155   |
| 21   | Simen Tiller              | 0152   |
| 22   | Fabio Obermeyr            | 0139   |
| 23   | Espen Bjørnstad           | 0131   |
| 24   | Andreas Ottesen           | 0122   |
| 25   | Jesse Pääkkönen           | 0120   |
| 26   | Iacopo Bortolas           | 0112   |
| 27   | Aaron Kostner             | 0110   |
| 28   | Richard Stenzel           | 0103   |
| 29   | Andreas Skoglund          | 0100   |
| 30   | Edgar Vallet (de)         | 088    |

### Coupe des Nations
Le classement de la Coupe des nations est établi à partir d'un calcul qui fait la somme de tous les résultats obtenus par les athlètes d'un pays dans les épreuves individuelles.
| Rang | Nation     | Points |
| ---- | ---------- | ------ |
| 01.  | Norvège    | 1 322  |
| 02.  | Allemagne  | 1 111  |
| 03.  | Autriche   | 0703   |
| 04.  | Italie     | 0659   |
| 05.  | États-Unis | 0601   |
| 06.  | France     | 0389   |
| 07.  | Pologne    | 0266   |
| 08.  | Slovénie   | 0145   |

| Rang | Nation     | Points |
| ---- | ---------- | ------ |
| 01.  | Allemagne  | 3 512  |
| 02.  | Norvège    | 3 142  |
| 03.  | Autriche   | 2 217  |
| 04.  | France     | 0641   |
| 05.  | Italie     | 0375   |
| 06.  | Finlande   | 0371   |
| 07.  | États-Unis | 0284   |
| 08.  | Japon      | 0056   |

## Résultats

### Compétition féminine
| Étape | Date             | Épreuve      | Vainqueur            | Deuxième        | Troisième              | Leader du classement |
| ----- | ---------------- | ------------ | -------------------- | --------------- | ---------------------- | -------------------- |
| 1     | 9 décembre 2022  | HS 98 / 5 km | Gyda Westvold Hansen | Ida Marie Hagen | Léna Brocard           | Gyda Westvold Hansen |
| 2     | 10 décembre 2022 | HS 98 / 5 km | Gyda Westvold Hansen | Ida Marie Hagen | Annika Malacinski (de) | Gyda Westvold Hansen |

|                                                                  |  |  |  |  |  |  |
| Whistler Championnats du monde juniors (29 janvier au 5 février) |  |  |  |  |  |  |
|                                                                  |  |  |  |  |  |  |

| Étape | Date                               | Épreuve              | Vainqueur          | Deuxième               | Troisième              | Leader du classement   |
| ----- | ---------------------------------- | -------------------- | ------------------ | ---------------------- | ---------------------- | ---------------------- |
| 3     | 17 février 2023 et 18 février 2023 | HS 109 / supersprint | Trine Göpfert      | Daniela Dejori         | Veronica Gianmoena     | Gyda Westvold Hansen   |
| 4     | 18 février 2023                    | HS 109 / 5 km        | Daniela Dejori     | Annika Malacinski (de) | Sophia Maurus (de)     | Daniela Dejori         |
| 5     | 19 février 2023                    | HS 109 / 7,5 km      | Sophia Maurus (de) | Trine Göpfert          | Annika Malacinski (de) | Annika Malacinski (de) |

| Étape | Date                        | Épreuve                            | Vainqueur                                                 | Deuxième                                                  | Troisième                                                 | Leader du classement   |
| ----- | --------------------------- | ---------------------------------- | --------------------------------------------------------- | --------------------------------------------------------- | --------------------------------------------------------- | ---------------------- |
| 6     | 13 janvier 2023 3 mars 2023 | HS 109 / 5 km                      | Svenja Würth                                              | Léna Brocard                                              | Claudia Purker                                            | Annika Malacinski (de) |
| 7     | 14 janvier 2023 4 mars 2023 | HS 109 / épreuve mixte par équipes | Voir le résultat dans le paragraphe « compétition mixte » | Voir le résultat dans le paragraphe « compétition mixte » | Voir le résultat dans le paragraphe « compétition mixte » |                        |
| 8     | 15 janvier 2023 5 mars 2023 | HS 109 / 5 km                      | Léna Brocard                                              | Cindy Haasch (en)                                         | Claudia Purker                                            | Sophia Maurus (de)     |

| Étape | Date         | Épreuve         | Vainqueur             | Deuxième              | Troisième             | Leader du classement  |
| ----- | ------------ | --------------- | --------------------- | --------------------- | --------------------- | --------------------- |
| 9     | 25 mars 2023 | HS 106 / 5 km   | Compétitions annulées | Compétitions annulées | Compétitions annulées | Compétitions annulées |
| 10    | 26 mars 2023 | HS 106 / 7,5 km | Compétitions annulées | Compétitions annulées | Compétitions annulées | Compétitions annulées |

### Compétition mixte
| Date                        | Épreuve                           | Vainqueur                                                                       | Deuxième                                                                          | Troisième                                                                           |
| --------------------------- | --------------------------------- | ------------------------------------------------------------------------------- | --------------------------------------------------------------------------------- | ----------------------------------------------------------------------------------- |
| 14 janvier 2023 4 mars 2023 | Épreuve par équipes mixtes HS 109 | Allemagne- David Mach - Cindy Haasch (en) - Svenja Würth - Wendelin Thannheimer | Autriche- Manuel Einkemmer (de) - Annalena Slamik - Claudia Purker - Florian Kolb | Norvège- Torje Seljeset - Ingrid Laate - Hanna Midtsundstad - Per Skjæret Strømhaug |

### Compétition masculine
| Étape | Date                                 | Épreuve             | Vainqueur     | Deuxième               | Troisième                | Leader du classement |
| ----- | ------------------------------------ | ------------------- | ------------- | ---------------------- | ------------------------ | -------------------- |
| 1     | 16 décembre 2022 et 17 décembre 2022 | Mass start / HS 142 | Terence Weber | Manuel Einkemmer (de)  | Simen Tiller             | Terence Weber        |
| 2     | 17 décembre 2022 et 18 décembre 2022 | Mass start / HS 142 | Terence Weber | Christian Deuschl (de) | Florian Kolb             | Terence Weber        |
| 3     | 18 décembre 2022                     | HS 142 / 10 km      | Terence Weber | Christian Deuschl (de) | Aleksander Skoglund (de) | Terence Weber        |

|                                                                  |  |  |  |  |  |  |
| Whistler Championnats du monde juniors (29 janvier au 5 février) |  |  |  |  |  |  |
|                                                                  |  |  |  |  |  |  |

| Étape | Date                               | Épreuve              | Vainqueur               | Deuxième               | Troisième                 | Leader du classement |
| ----- | ---------------------------------- | -------------------- | ----------------------- | ---------------------- | ------------------------- | -------------------- |
| 4     | 17 février 2023 et 18 février 2023 | HS 109 / supersprint | Thomas Rettenegger (de) | Sebastian Østvold (de) | Jakob Eiksund Sæthre (de) | Terence Weber        |
| 5     | 18 février 2023                    | HS 109 / 10 km       | Sebastian Østvold (de)  | Terence Weber          | Manuel Einkemmer (de)     | Terence Weber        |
| 6     | 19 février 2023                    | HS 139 / 10 km       | Einar Lurås Oftebro     | Terence Weber          | Thomas Rettenegger (de)   | Terence Weber        |

| Étape | Date                               | Épreuve             | Vainqueur           | Deuxième              | Troisième             | Leader du classement |
| ----- | ---------------------------------- | ------------------- | ------------------- | --------------------- | --------------------- | -------------------- |
| 7     | 24 février 2023 et 25 février 2023 | Mass start / HS 137 | Einar Lurås Oftebro | Terence Weber         | Manuel Einkemmer (de) | Terence Weber        |
| 8     | 25 février 2023                    | HS 137 / 10 km      | Einar Lurås Oftebro | Wendelin Thannheimer  | Espen Bjørnstad       | Terence Weber        |
| 9     | 26 février 2023                    | HS 137 / 10 km      | Terence Weber       | Manuel Einkemmer (de) | David Mach            | Terence Weber        |

| Étape | Date                        | Épreuve                            | Vainqueur                                                 | Deuxième                                                  | Troisième                                                 | Leader du classement |
| ----- | --------------------------- | ---------------------------------- | --------------------------------------------------------- | --------------------------------------------------------- | --------------------------------------------------------- | -------------------- |
| 10    | 13 janvier 2023 3 mars 2023 | HS 109 / 10 km                     | Wendelin Thannheimer                                      | Manuel Einkemmer (de)                                     | David Mach                                                | Terence Weber        |
| 11    | 14 janvier 2023 4 mars 2023 | HS 109 / épreuve mixte par équipes | Voir le résultat dans le paragraphe « compétition mixte » | Voir le résultat dans le paragraphe « compétition mixte » | Voir le résultat dans le paragraphe « compétition mixte » |                      |
| 12    | 15 janvier 2023 5 mars 2023 | HS 109 / 10 km                     | Wendelin Thannheimer                                      | Jakob Lange                                               | Manuel Einkemmer (de)                                     | Terence Weber        |

| Étape | Date                      | Épreuve              | Vainqueur                                      | Deuxième                                                 | Troisième                                       | Leader du classement |
| ----- | ------------------------- | -------------------- | ---------------------------------------------- | -------------------------------------------------------- | ----------------------------------------------- | -------------------- |
| 13    | 17 mars 2023              | HS 130 / 10 km       | Andreas Skoglund                               | Terence Weber                                            | Wendelin Thannheimer                            | Terence Weber        |
| 14    | 19 mars 2023 18 mars 2023 | HS 130 / 10 km       | Terence Weber                                  | Wendelin Thannheimer                                     | Fabio Obermeyr (de)                             | Terence Weber        |
| 15    | 18 mars 2023 19 mars 2023 | HS 130 / Team sprint | Allemagne I- Wendelin Thannheimer - David Mach | Autriche I- Fabio Obermeyr (de) - Christian Deuschl (de) | Allemagne II- Simon Mach (de) - Richard Stenzel |                      |

| Étape | Date         | Épreuve         | Vainqueur             | Deuxième              | Troisième             | Leader du classement  |
| ----- | ------------ | --------------- | --------------------- | --------------------- | --------------------- | --------------------- |
| 16    | 25 mars 2023 | HS 106 / 5 km   | Compétitions annulées | Compétitions annulées | Compétitions annulées | Compétitions annulées |
| 17    | 26 mars 2023 | HS 106 / 7,5 km | Compétitions annulées | Compétitions annulées | Compétitions annulées | Compétitions annulées |